# Lyndsie Fogarty
Lyndsie Fogarty (Brisbane, Queensland, 17 de abril de 1984) é uma canoísta de velocidade australiana na modalidade de canoagem.

## Carreira
Foi vencedora da medalha de bronze em K-4 500 m em Pequim 2008, junto com as suas colegas de equipa Lisa Oldenhof, Chantal Meek, Hannah Davis.